# منتخب قطر لكرة السلة
منتخب قطر لكرة السلة هو ممثل قطر الرسمي في المنافسات الدولية في كرة السلة. ينتمي إلى منطقة الاتحاد الآسيوي لكرة السلة. انضم إلى الاتحاد الدولي لكرة السلة في عام 1973.

## البطولات التي شارك فيها
- بطولة آسيا لكرة السلة
- كأس العالم لكرة السلة